# Fannia micheneri
Fannia micheneri är en tvåvingeart som beskrevs av Chillcott 1961. Fannia micheneri ingår i släktet Fannia och familjen takdansflugor. Inga underarter finns listade i Catalogue of Life.